# بویانا (رود)
 بویانا یا بونا رودی است به Adriatic Sea می‌ریزد. این رود از کشور آلبانی می‌گذرد.